# Waterbury (Connecticut)
Waterbury is een stad in de Amerikaanse staat Connecticut en telt 107.271 inwoners. Het is hiermee de 213e stad in de Verenigde Staten (2000). De oppervlakte bedraagt 74,0 km², waarmee het de 197e stad is.

## Demografie
Van de bevolking is 15 % ouder dan 65 jaar en bestaat voor 31,4 % uit eenpersoonshuishoudens. De werkloosheid bedraagt 3,7 % (cijfers volkstelling 2000).
Ongeveer 21,8 % van de bevolking van Waterbury bestaat uit hispanics en latino's, 16,3 % is van Afrikaanse oorsprong en 1,5 % van Aziatische oorsprong.
Het aantal inwoners daalde van 108.213 in 1990 naar 107.271 in 2000.

## Klimaat
In januari is de gemiddelde temperatuur -2,7 °C, in juli is dat 22,7 °C. Jaarlijks valt er gemiddeld 1262,9 mm neerslag (gegevens op basis van de meetperiode 1961-1990).

## Geboren
- Rosalind Russell (1907-1976), actrice
- Annie Leibovitz (1949), fotografe
- Sheryl Lee Ralph (1956), actrice en zangeres
- Richard Mastracchio (1960), astronaut
- Dylan McDermott (1961), acteur

## Plaatsen in de nabije omgeving
De onderstaande figuur toont nabijgelegen 'incorporated' en 'census-designated' plaatsen in een straal van 24 km rond Waterbury.